# Ivo Samkalden
Ivo Samkalden (Rotterdam, 10 augustus 1912 – Amsterdam, 11 mei 1995) was een Nederlands indoloog, hoogleraar agrarisch recht, politicus, minister en burgemeester. Samkalden was in de periode 1956-1966 voor de Partij van de Arbeid lid van de Tweede Kamer, lid van de Eerste Kamer, minister en van 1967 tot 1977 burgemeester van de gemeente Amsterdam. Hij werd op 22 januari 1985 benoemd tot Minister van Staat.

## Levensloop
Samkalden volgde een opleiding HBS-B en daarna een studie Indisch recht in Leiden, waar hij onder andere les kreeg van Van Vollenhoven. In Leiden leerde hij ook zijn vrouw Olga Judith ('Bum') Meijers kennen, dochter van Eduard Meijers. In 1938 promoveerde hij aan de Rijksuniversiteit Leiden op een proefschrift over Indische rechtspraak. Samkalden was ambtenaar in Nederlands-Indië en hoogleraar agrarisch recht in Wageningen. Hij was twee keer betrekkelijk kort minister van Justitie: in het derde kabinet-Drees en in het kabinet-Cals. Hij kon daardoor wel wetgeving voorbereiden, maar minder tot stand brengen. Hij liet de Duitse oorlogsmisdadiger en tot levenslang veroordeelde SD'er Willy Lages in 1966 vrij in verband met diens gezondheidstoestand. Willy Lages gaf als SS-Sturmbannführer opdracht voor de executie van 300 mensen – onder wie verzetsvrouw Hannie Schaft – en deportatie van 70.000 Joden.
Hij was korte tijd invloedrijk lid van de PvdA-Tweede Kamerfractie en daarna senator.
Na zijn laatste ministerschap werd hij burgemeester van de gemeente Amsterdam, in welke functie hij te maken kreeg met allerlei openbare-ordeproblemen, onder andere rond de Nieuwmarktrellen bij de aanleg van de metro  en met spanningen in het College van B&W. Hij gold als een krachtig en bekwaam bestuurder en als een goed jurist.
Ivo Samkalden werd gecremeerd in Westgaarde in Amsterdam.
De kleinkunstenaar en zanger Daniël Samkalden is zijn kleinzoon. De mensenrechtenadvocaat Channa Samkalden is zijn kleindochter.